# 대한민국의 웹드라마 목록
다음은 대한민국의 웹드라마 목록이다.

## 2013년
- 《죠스 떡볶이 매콤한 인생》: 네이버TV, 2013.02.11 시작
- 《러브 인 메모리》: 네이버TV, 2013.02.14 시작
- 《아직 헤어지지 않았기 때문에》: 네이버TV, 2013.07.17 시작
- 《방과 후 복불복》: SK 전 채널(NATE, Btv, T스토어, 호핀), 2013.09.02 시작
- 《미생 프리퀄》: 카카오TV, 2013.10.12 시작
- 《낯선 하루》: 네이버TV, 2013.11.11 시작
- 《무한동력》: 네이버TV, 2013.11.12 시작
- 《출출한 여자》: 네이버TV, 2013.11.27 시작

## 2014년
- 《어떤 안녕》: 네이버TV / 드라마 큐브, 2014.02.17 시작
- 《닥치고 큐》: 네이버TV, 2014.03.13 시작
- 《오렌지 라이트》: 네이버TV, 2014.06.09 시작
- 《취업전쟁》: 네이버TV, 2014.07.02 시작
- 《출중한 여자》: 네이버TV, 2014.08.25 시작
- 《썸남썸녀》: 다음 스토리볼, 2014.09.06 시작
- 《간서치열전》: 네이버TV / 한국방송공사, 2014.10.27 시작
- 《최고의 미래》: 네이버TV, 2014.10.28 시작
- 《령》: 다음 스토리볼, 2014.10.31 시작
- 《연애세포 시즌1》: 네이버TV, 2014.11.02 시작
- 《캠핑장 살인사건》: 네이버TV, 2014.12.12 시작

## 2015년
- 《드림나이트》:네이버TV / 유쿠 / 토도우, 2015.01.27 시작
- 《달콤청춘》: 네이버TV, 2015.02.18 시작
- 《어바웃 러브》: 네이버TV, 2015.03.02 시작
- 《닥터 이안》: 네이버TV / 유쿠, 2015.03.29 시작
- 《우리 옆집에 EXO가 산다》: 네이버TV, 2015.04.09 시작
- 《왜 나는 너를 사랑하는가》: 네이버TV, 2015.04.20 시작
- 《소녀연애사》: 유튜브 / SBS 플러스, 2015.06.15 시작
- 《우리 헤어졌어요》: 네이버TV / 온스타일, 2015.06.29 시작
- 《당신을 주문합니다》: 네이버TV / SBS 플러스, 2015.07.05 시작
- 《서촌 일기》: 네이버TV, 2015.07.06 시작
- 《로스:타임:라이프》: 네이버TV / TV 조선, 2015.07.09 시작
- 《멈추지마》: 네이버TV, 2015.07.30 시작
- 《요술병》: 네이버TV, 2015.08.03 시작
- 《나는 걸그룹이다》: 네이버TV, 2015.08.17 시작
- 《투 비 컨티뉴드》: 네이버TV / MBC 에브리원, 2015.08.18 시작
- 《연평도 포격사건》: 네이버TV, 2015.08.21 시작
- 《고결한 그대》: 네이버TV, 2015.08.23 시작
- 《연애세포 시즌2》: 네이버TV, 2015.09.14 시작
- 《옐로우》: 네이버TV, 2015.09.18 시작
- 《내손남》: 네이버TV, 2015.09.21 시작
- 《스타트 러브》: 네이버TV, 2015.09.24 시작
- 《9초, 영원의 시간》: 네이버TV, 2015.09.30 시작
- 《오구실 시즌1》: 네이버TV / 유튜브 / 페이스북, 2015.11.16 시작
- 《대세는 백합》: 네이버TV, 2015.12.15 시작

## 2016년
- 손의 흔적 : 네이버TV, 2016.02.27 시작
- 《투모로우보이》 네이버TV, 2016.03.28 시작
- 《오구실 시즌2》: 네이버TV / 유튜브 / 페이스북, 2016.05.17 시작
- 《더 미라클》: 네이버TV / 유튜브 / 페이스북, 2016.12.12 시작
- 《마음의 소리》

## 2017년
- 《109 별일 다 있네》: 네이버TV, 2017.02.01 시작
- 《연애플레이리스트》: 네이버TV / 유튜브 / 페이스북, 2017.04.27 시작
- 《열일곱》: 네이버TV / 유튜브, 2017.04.27 시작
- 《썸남》: 네이버TV / 유튜브 / 페이스북 / JTBC2, 2017.04.03 시작
- 《오구실 시즌3》: 네이버TV / 유튜브 / 페이스북, 2017.04.04 시작
- 《아이엠》: 네이버TV / V LIVE, 2017.07.24 시작
- 《뇌맘대로 로맨스 LR》: 옥수수TV / 네이버TV, 2017.07.29 시작
- 《빛나는 나라》: 유튜브, 2017.07.21 시작
- 《우리가 사진찍는 이유》: 네이버TV / 유튜브 / 페이스북, 2017.10.10 시작

## 2018년
- 《도시의 밤, 별》: 네이버TV / 유튜브 / 페이스북, 2018.04.03 시작
- 《처음이라 어색한 순간들》: 유튜브 / 페이스북, 2018.05.10 시작
- 《에이틴》 : V LIVE / 네이버TV / 유튜브 / 페이스북, 2018.07.01 시작
- 《한입만》 : V LIVE / 유튜브, 2018.07.19 시작
- 《넘버 식스》 : Wavve,  2018.12.21 시작
- 《우리가 잠들지 못하는 이유》

## 2019년
| 제목                               | 방송시작일 | 제작사     | 방송국 | 방송국 | 방송국    | 방송국   | 방송국    |
| 제목                               | 방송시작일 | 제작사     | 유튜브 | V LIVE | 네이버 TV | 페이스북 | 옥수수 TV |
| ---------------------------------- | ---------- | ---------- | ------ | ------ | --------- | -------- | --------- |
| 너 미워! 줄리엣                    |            |            |        |        |           |          | O         |
| 네 맛대로 하는 연애                | 2019-01-30 | 대나무숲tv | O      |        |           |          |           |
| 에이틴 시즌2                       |            | PLAYLIST   | O      | O      | O         | O        |           |
| 인서울 - 내가 독립하는 유일한 방법 |            | PLAYLIST   | O      | O      | O         | O        |           |
| 다시 만난 너                       |            | PLAYLIST   | O      | O      | O         | O        |           |
| 일진에게 찍혔을 때                 | 2019-07-25 | WHYNOT     | O      | O      | O         | O        |           |
| 리얼타임러브                       |            | WHYNOT     | O      | O      | O         |          |           |
| 7일만 로맨스                       |            | WHYNOT     | O      | O      | O         | O        |           |
| 몽슈슈 글로벌 하우스               |            | SBS 모비딕 | O      | O      | O         | O        |           |

## 😂2020년
- 《엑스엑스(XX)》 : V LIVE / 네이버TV / MBC / 유튜브 / 페이스북, 2020.01.24 시작
- 《리얼타임러브 2》 : V LIVE / 네이버TV / 유튜브 / 페이스북, 2020.01.24 시작
- 《또 한번 엔딩》 :V LIVE /네이버 TV / 유튜브 /페이스북, 2020.02.08 시작
- 《언어의 온도 : 우리의 열아홉》: V LIVE / 네이버TV / TvN / 유튜브, 2020.02.13 시작 -에세이(원작)-
- 《일진에게 찍혔을 때 시즌2》 : V LIVE / 네이버TV / 유튜브 / 페이스북, 2020.04.02 시작
- 《소녀의 세계》 : V LIVE / 유튜브, 2020.04.24 시작 -웹툰(원작)-
- 《인어 왕자 : 너를 만지다》 : Seezn / 유튜브 / 페이스북, 2020.04.24 시작
- 《캐스트 : 인싸 전성시대》 : Seezn / 유튜브, 2020.05.19 시작
- 《오빠가 대신 연애 해줄게》 : Seezn, 시리즈온, 올레 TV Play, 곰 TV, 유튜브, 2020.06.04. 시작
- 《가두리횟집》 : Seezn / V LIVE / 네이버TV / TvN / 유튜브 / 페이스북, 2020.06.09 시작
- 《인서울2》 : V LIVE / 네이버 TV / 유튜브 / 페이스북, 2020.06.19 시작
- 《만찢남녀》 : V LIVE / 네이버TV / 유튜브 / 페이스북, 2020.06.25 시작 -웹툰(원작)-
- 《트랩》: 틱톡 / 유튜브, 2020.07.15 시작
- 《놓지마정신줄》 : Seezn / JTBC / 유튜브, 2020.07.31 시작
- 《트웬티트웬티》 : V LIVE / 네이버TV / 유튜브 / JTBC / 페이스북, 2020.08.15 시작
- 《서류상 아빠》 : 유튜브, 2020.08.24 시작
- 《연애혁명》 : 카카오TV / WAVVE, 2020.09.01 -웹툰(원작)- 시작
- 《내리겠습니다 지구에서》 : V LIVE / 네이버 TV / 유튜브 / 페이스북, 2020.09.11 시작
- 《My Fuxxxxx Romance》 : V LIVE / 네이버 TV / 유튜브 / 페이스북, 2020.10.15 시작
- 《라이브온》 :  V LIVE / 네이버 TV / 유튜브 / JTBC, 2020.11.17 시작
- 《인어 왕자 : 더 비기닝》 : Seezn / 유튜브 / 페이스북, 2020.11.18 시작
- 《잘 하고 싶어》 :  V LIVE / 네이버 TV / 유튜브 / 페이스북, 2020.12.10 시작
- 《지구에서의 특별한 기록》 : / 네이버 TV / 유튜브 /, 2020.09.29 시작

+ 여신강림

## 2021년
- 《백프로시대: 접촉을 회피한 일류들》
- 《리플레이》 : 유튜브 / seezn
- 《오늘부터 계약연애》: V LIVE / 네이버TV / 유튜브
- 《대프리카 청춘이다》 : 유튜브
- 《연애시발.(점)》 : 시리즈온, Seezn, 유튜브

## 관련 문서
- 플레이리스트